# Koška
Koška är en ort i Kroatien.   Den ligger i länet Baranja, i den östra delen av landet, 180 km öster om huvudstaden Zagreb. Koška ligger 95 meter över havet och antalet invånare är 1 699.
Terrängen runt Koška är mycket platt. Runt Koška är det ganska tätbefolkat, med 60 invånare per kvadratkilometer. Närmaste större samhälle är Valpovo, 16,5 km nordost om Koška. Trakten runt Koška består till största delen av jordbruksmark.